# Prota
Prota è una frazione del comune italiano di Comano, nella provincia di Massa-Carrara, in Toscana.

## Geografia fisica
Il borgo è situato sulle propaggini sud-orientali delle alture di Monte Nueto (824 metri s.l.m.) e Monte Castellaro di Prota (739 metri), che dominano il corso del torrente Taverone nel punto in cui sorge la frazione di Crespiano. Nei pressi del paese scorre il fosso Mulinello.

## Monumenti e luoghi d'interesse
- Chiesa di San Genesio, principale monumento della frazione, è stato costruito nel 1618 e presenta una semplice facciata a capanna, decorata con un piccolo rosone ed un portale architravato con una scultura marmorea raffigurante l'Annunciazione. Sull'architrave è incisa la data di costruzione. All'interno si conserva un altare barocco in stucco ed una vetrata policroma raffigurante San Genesio. Sul fianco sinistro si innalza il tozzo campanile cuspidato.[3]
- Oratorio di San Bartolomeo, situato nella stessa piazza della chiesa, si tratta di una piccola cappella privata costruita nel 1725 dalla famiglia Coppelli. Di semplici linee architettoniche, possiede un campanile a vela ed un portale sormontato da timpano recante lo stemma gentilizio.

## Geografia antropica
Prota è suddivisa tradizionalmente in quattro contrade: Cafaria, Capungano, Castel dei Gufi, Castel dei Lupi.